# موازنة طاقة
موازنة الطاقة عبارة عن موازنة لدخل الطاقة في مقابل نفقاتها. وتتم دراستها في مجال علم الطاقة والذي يتعامل مع دراسة نقل الطاقة وتحويلها من شكل لآخر. ويعد السعر الحراري هو وحدة القياس الأساسية. كما يعد الكائن الحي في التجارب المعملية نظامًا ديناميكيًا حراريًا مفتوحًا، حيث يتبادل الطاقة مع البيئة المحيطة به بثلاث طرق، هي: الحرارة والعمل والطاقة المحتملة للمركبات الكيميائية الحيوية.
وتستخدم الأسماك، مثل كل الكائنات الحية، مصادر الأطعمة المهضومة (حيث C = الاستهلاك) لتكون اللبنة الأساسية لتصنيع الأنسجة (حيث P = الإنتاج) وكوقود في عملية الأيض التي توفر الطاقة لعملية التصنيع تلك وغيرها من العمليات الفسيولوجية الأخرى (حيث R = فقدان الجهاز التنفسي). ويتم فقد بعض الموارد في شكل مخرجات (حيث F = الفاقد في شكل براز، وU = الفاقد في شكل بول). ويمكن تمثيل كل أشكال الأيض تلك في شكل وحدات طاقة. ويمكن أن يتم عرض النموذج الأساسي لموازنة الطاقة بالشكل التالي:

P = C - R - U - F أو 

P = C - (R + U + F) أو 

C = P + R + U + F 

ويمكن تمثيل كل أشكال الأيض تلك في شكل وحدات طاقة (على سبيل المثال الجول (J)، سعر حراري واحد من الطعام = 4,2 كيلو جول).
وتكون الطاقة المستهلكة من أجل الأيض كما يلي

R = C - (F + U + P)

تكون الطاقة المستهلكة من أجل الصيانة كما يلي

R + F + U = C - P

وتاريخ تجميع موازنة الطاقة للأسماك قصير إلى حد ما، وبالتالي فإن المواد المكتوبة حول هذا الموضوع محدودة.